# تله‌کلمبیا
تله‌کلمبیا (انگلیسی: TeleColombia) شرکت سرگرمی کلمبیایی است، که در سال ۱۹۹۶ تأسیس شد.